# Tân Vinh
Tân Vinh là một xã thuộc huyện Lương Sơn, tỉnh Hòa Bình, Việt Nam.

## Địa lý
Xã Tân Vinh có vị trí chiến lược quan trọng về quân sự và phát triển kinh tế, là xã vùng ven thị trấn Lương Sơn, cửa ngõ tỉnh Hòa Bình, có vị trí địa lý:
- Phía Đông giáp xã Nhuận Trạch và Cư Yên
- Phía Tây giáp xã Lâm Sơn, Cao Sơn
- Phía Nam giáp xã Cao Sơn
- Phía Bắc giáp thị trấn Lương Sơn.

Xã có tuyến đường Trường Sơn A đi Kim Bôi, vùng an toàn khu (ATK). Với hệ thống giao thông đường bộ, đường thủy - có sống Bùi chảy qua, tạo điều kiện thuận lợi cho việc giao lưu kinh tế, văn hóa - xã hội với các tỉnh đồng bằng, Thủ đô Hà Nội hay lên thành phố Hòa Bình và vùng Tây Bắc.

### Địa hình
Địa hình xã Tân Vinh được chia ra làm 2 vùng: 
- Vùng đồi núi gồm các xóm: Rụt, Thị Tân, Vé và Suối Khế
- Vùng thấp gồm các xóm chạy dọc theo sông Bùi: Tân Hòa, Cời, Đồng Tiến, Đồng Chúi, Tân Lập, Nước Vải.

### Khí hậu
Nằm trong vùng nhiệt đới gió mùa nóng ẩm, có mùa đông khí lạnh và mưa ít, mùa hè nóng và mưa nhiều, tính chất nhiệt đới thể hiện rõ rệt là nhiệt độ bình quân cao, dao động từ 21,8 °C - 24, 7 °C. Lượng mưa trung bình từ 1.800 - 2.200mm do ảnh hưởng của gió mùa Đông Bắc từ tháng 12 năm trước tới tháng 1, tháng 2 năm sau, lượng mưa giảm rõ rệt, bình quân chỉ có 12,3 mm/năm. Vào mùa hè số ngày mưa và lượng mưa lớn từ tháng 5 đến tháng 10, tập trung vào các tháng 6, 7, 8, 9. Bình quân số ngày mưa cả năm dao động từ 110 - 120 ngày.
Độ ẩm không khí thường dao động từ 60 - 90%, mùa khô ẩm nhiệt độ xuống thấp, độ ẩm chỉ còn 60 - 70% (tháng 1, 2). Tháng có độ ẩm cao là tháng 8, 9 độ ẩm lên tới 85 - 90%. Hướng gió chủ yếu theo 2 hướng Đông Nam và Đông Bắc, ngoài ra còn chịu ảnh hưởng của gió bão và mưa lớn.

### Sông ngòi
Khu vực xã Tân Vinh có lợi thế khi có sông Bùi chảy qua và các suối nhỏ phân bố đều khắp trên địa bàn, kết hợp với nguồn nước ngầm tương đối dồi dào, đã tạo nên lưu lượng nước phong phú, cung cấp cho sản xuất và sinh hoạt của nhân dân. Tuy nhiên, ở những vùng ven sông, suối nên cũng dễ xảy ra tình trạng lũ quét về mùa mưa.

### Tài nguyên đất
xã Tân Vinh có các loại đất sau: Đất phù sa do sông, suối nên có diện tích khoảng 32ha; đất dốc tụ có diện tích 182ha, đây là 2 loại đất thích hợp cho trồng lúa và hoa màu; đất đỏ vàng vàng nhạt trên đá cát có diện tích 79,28%; đất đỏ vàng trên đá sét có diện tích 517ha, có khả năng phát triển lâm nghiệp. Diện tích núi đá 254ha, còn lại là diện tích sông suối là 67,41ha.

### Tài nguyên rừng
Bên cạnh đó, xã Tân Vinh còn một số nguồn tài nguyên quan trọng khác như: Hơn 500 ha rừng chủ yếu là rừng trồng và rừng tự nhiên do các hộ gia đình và xã quản lý. Kết hợp cùng với việc khai thác tốt các điểm du lịch, thu hút, khách du lịch tham quan các khu du lịch lịch sử, văn hóa và sinh thái. Ngoài ra các doanh nghiệp trong và ngoài tỉnh đăng ký khai thác vật liệu xây dựng, xi măng, đá, tạo nên thế mạnh mới về công nghiệp và thương nghiệp trong phát triển kinh tế ở địa phương.

## Hành chính
Xã Tân Vinh được chia thành 11 xóm: Rụt, Thị Tân, Vé, Suối Khế, Tân Hòa, Cời, Đồng Tiến, Đồng Chúi, Tân Lập, Nước Vải.

## Kinh tế
Vị trí địa lý thuận tiện, xã Tân Vinh có nhiều điều kiện và lợi thế để phát triển nông - lâm nghiệp, tiểu thủ công nghiệp, du lịch, thương mại và dịch vụ. 